# Las Zorreras (stacja kolejowa)
Las Zorreras (hiszp: Estación de Las Zorreras) – stacja kolejowa w El Escorial, w dzielnicy Navalquejigo, we wspólnocie autonomicznej Madryt, w Hiszpanii. Znajduje się na linii C-8 Cercanías Madrid.
Jest położona w strefie C1 Consorcio Regional de Transportes.
| Następna/Kierunek   | < stacja    | Linia | stacja > | kierunek/poprzednia |
| ------------------- | ----------- | ----- | -------- | ------------------- |
| El Escorial i Ávila | El Escorial |       | San Yago | Guadalajara         |